# Krystyna Kubicka

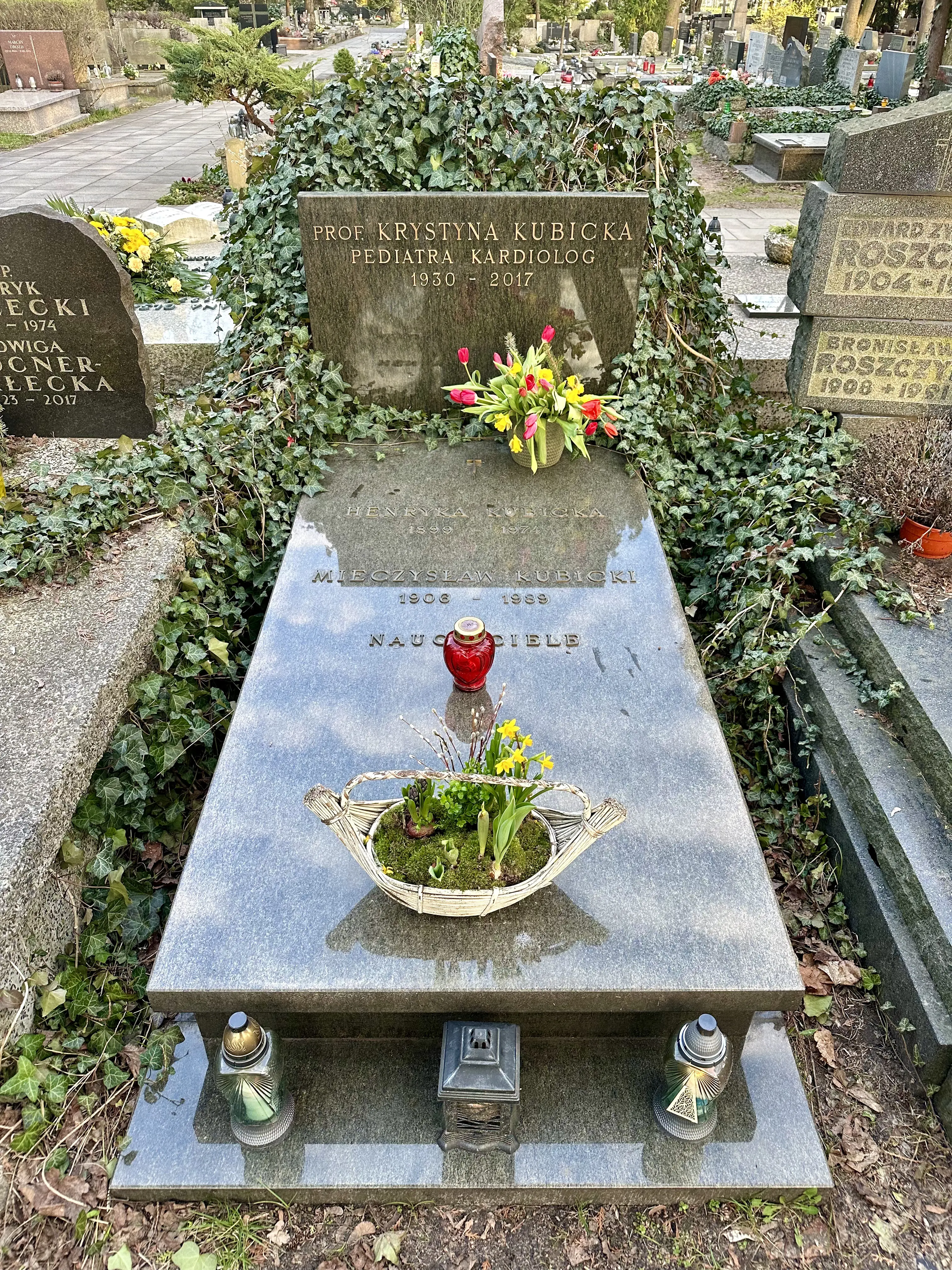
Grób Krystyny Kubickiej na cmentarzu Wojskowym na Powązkach

Krystyna Kubicka z domu Mroczko (ur. 7 marca 1930 w Warszawie, zm. 5 marca 2017 tamże) – polska lekarka, specjalistka w zakresie kardiologii i pediatrii, profesor nauk medycznych.

## Życiorys
W 1944 była łączniczką Szarych Szeregów w powstaniu warszawskim. Absolwentka IX Liceum Ogólnokształcącego im. Klementyny Hoffmanowej w Warszawie (1949). W 1954 ukończyła studia na Wydziale Lekarskim Akademii Medycznej w Warszawie. Na tej uczelni uzyskiwała kolejne stopnie naukowe z zakresu nauk medycznych – doktora w 1966 (na podstawie pracy zatytułowanej Skurcze dodatkowe serca u dzieci) oraz doktora habilitowanego w 1975 (w oparciu o rozprawę Odległe wyniki leczenia tetralogii Fallota u dzieci ze szczególnym uwzględnieniem zaburzeń hemodynamicznych). W 1987 otrzymała tytuł profesora nauk medycznych. Specjalizacje zawodowe uzyskiwała z pediatrii (I stopnia w 1954, II stopnia w 1960) oraz z kardiologii dziecięcej (1975).
Od 1949 pracowała zawodowo, podjęła wówczas zatrudnienie w jednej z organizacji społecznych. W trakcie studiów została redaktorką w Państwowym Zakładzie Wydawnictw Lekarskich, pozostała tam również po uzyskaniu dyplomu lekarza na podstawie nakazu pracy. Od 1955 jednocześnie była wolontariuszką w II Klinice Pediatrycznej Akademii Medycznej, a dwa lata później została tam zatrudniona na stanowisku asystenta. W latach 70. kierowała oddziałem kardiologii tej kliniki.
W 1976 stanęła na czele zespołu kardiologii Centrum Zdrowia Dziecka. Rok wcześniej zajmowała się organizacją pierwszej w Polsce pediatrycznej pracowni echokardiograficznej. Od 1980 do czasu przejścia w 2001 na emeryturę kierowała Kliniką Kardiologii CZD.
Była autorką licznych prac naukowych z zakresu pediatrii i kardiologii dziecięcej, w tym autorką lub współautorką około 20 monografii i podręczników akademickich. W prowadzonych badaniach zajmowała się m.in. diagnostyką i leczeniem wad wrodzonych serca przed i po leczeniu kardiochirurgicznym, diagnostyką i leczeniem kardiomiopatii, chorób wsierdzia i osierdzia, a także chorób zapalnych mięśnia sercowego. Uzyskała członkostwo w Polskim Towarzystwie Kardiologicznym (pełniła funkcję członkini zarządu głównego, otrzymała członkostwo honorowe) i Polskim Towarzystwie Pediatrycznym. Była konsultantem krajowym w dziedzinie kardiologii dziecięcej (1994–1998) i członkinią rady naukowej przy ministrze zdrowia (2001–2005).

## Życie prywatne
Córka Józefa i Marii. Od 1951 do śmierci była żoną profesora Leszka Kubickiego. Była siostrą Teresy Mroczko. Pochowana na cmentarzu Wojskowym na Powązkach w Warszawie (kwatera A35/4/2).

## Odznaczenia i wyróżnienia
- Krzyż Komandorski Orderu Odrodzenia Polski (2012)[6]
- Krzyż Oficerski Orderu Odrodzenia Polski (2002)[7]
- Krzyż Kawalerski Orderu Odrodzenia Polski (1987)
- Złoty Krzyż Zasługi (1978)
- Dyplom „Lekarz 40-lecia IPCZD” (2018)[8]